# ميتشيآكي كاكموتو
ميتشيآكي كاكموتو (باليابانية: 柿本 倫明) (6 أكتوبر 1977 في فوكوكا في اليابان – )؛ هو لاعب كرة قدم ياباني سابق كان يلعب كمهاجم.

## وصلات خارجية
- ميتشيآكي كاكموتو على موقع رابطة كرة القدم اليابانية للمحترفين (اليابانية)
- ميتشيآكي كاكموتو على موقع قاعدة بيانات كرة القدم.إي يو (الإنجليزية)
- ميتشيآكي كاكموتو على موقع عالم كرة القدم.نت (الإنجليزية)